# Leichtathletik-Europameisterschaften 1966/200 m der Männer

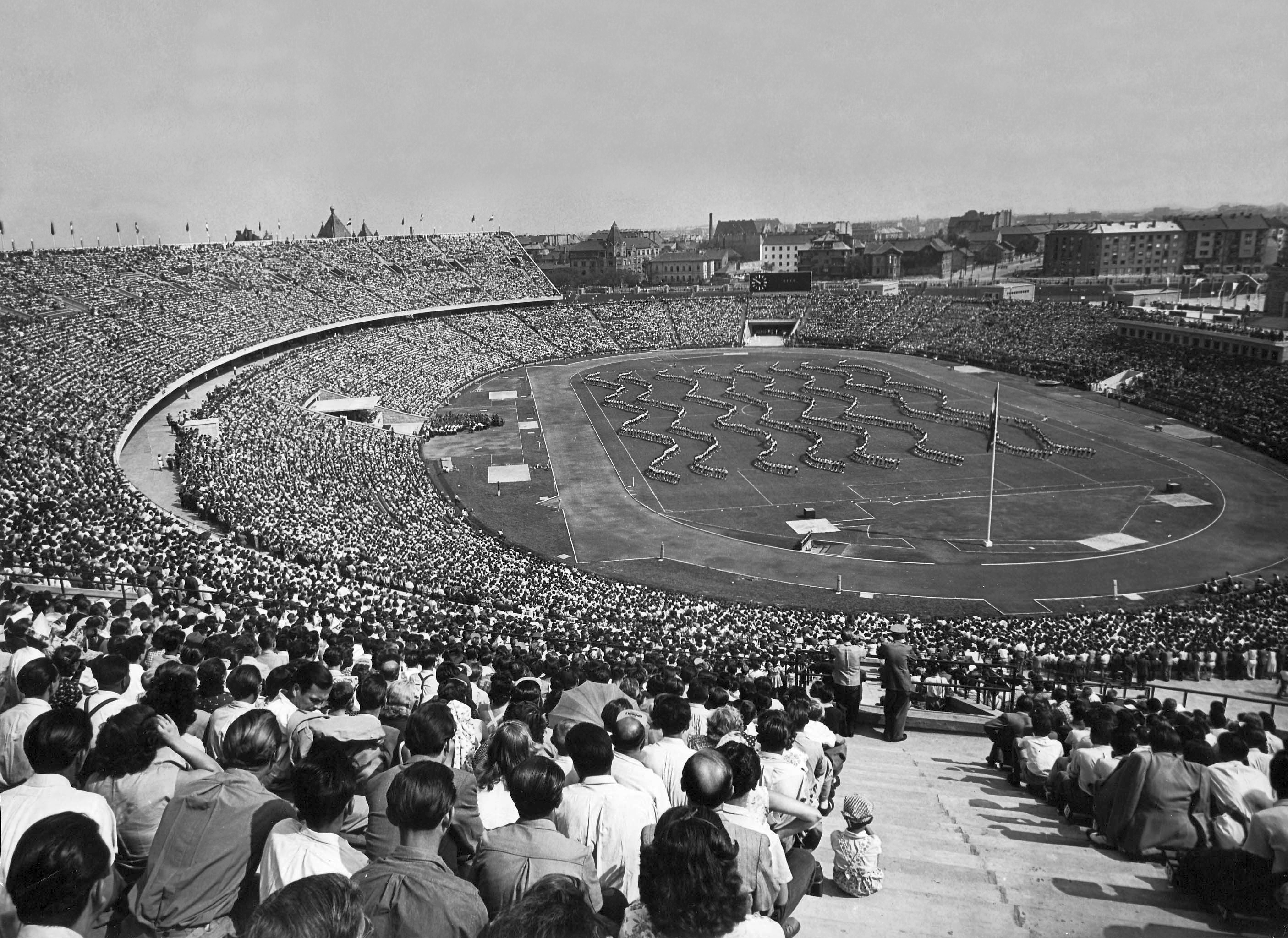
Das Népstadion bei einer Veranstaltung im Jahr 1953

Der 200-Meter-Lauf der Männer bei den Leichtathletik-Europameisterschaften 1966 wurde am 1. und 2. September 1966 im Budapester Népstadion ausgetragen.
Mit Gold und Bronze gewann Frankreich zwei Medaillen. Es siegte der 100-Meter-Vizeeuropameister Roger Bambuck. Den zweiten Platz belegte der Pole Marian Dudziak. Bronze ging an Jean-Claude Nallet.

## Bestehende Rekorde
| Weltrekord   | 20,0 s – y | Tommie Smith    | Sacramento, USA                                 | 11. Juni 1966      |
| Europarekord | 20,4 s     | Sergio Ottolina | Saarbrücken, BR Deutschland (heute Deutschland) | 21. Juni 1964      |
| EM-Rekord    | 20,7 s     | Owe Jonsson     | EM Belgrad, Jugoslawien                         | 16. September 1962 |

Anmerkung:

Der mit y gekennzeichnete Rekordlauf fand über 220 Yards (= 201,17 m) statt.
Der bestehende EM-Rekord wurde bei diesen Europameisterschaften nicht erreicht. Drei Läufer erzielten die schnellste offizielle Zeit von 20,9 Sekunden:
- Marian Dudziak (Polen), erstes Halbfinale bei einem Rückenwind von 0,9 m/s
- Jean-Claude Nallet (Frankreich), erstes Halbfinale bei einem Rückenwind von 0,9 m/s
- Roger Bambuck (Frankreich), Finale bei Windstille

Unter Berücksichtigung der inoffiziellen elektronisch festgehaltenen und veröffentlichten Zeiten waren wohl Marian Dudziaks 20,90 Sekunden aus dem ersten Halbfinale die schnellste Zeit.

## Vorbemerkung zu den Resultaten
Bei den Zeitangaben finden sich immer wieder auch die elektronisch ermittelten Leistungen. Diese waren allerdings damals wie auch bei Olympischen Spielen noch inoffiziell. Offiziell wurden bei diesen Europameisterschaften die handgestoppten Zeiten gewertet, die in den Quellen an Stellen mit Angabe der elektronischen Zeitnahme jedoch nicht mehr aufgelistet sind. Noch über mehrere Jahre gab es auch bei den Bestenlisten und Rekorden ein Nebeneinander von hand- und elektronisch gestoppten Zeiten.

## Vorrunde
1. September 1966
Die Vorrunde wurde in fünf Läufen durchgeführt. Die ersten drei Athleten pro Lauf – hellblau unterlegt – sowie der darüber hinaus zeitschnellste Sprinter – hellgrün unterlegt – qualifizierten sich für das Halbfinale.

### Vorlauf 1
Wind: −1,3 m/s
| Platz | Name             | Nation           | Zeit (s) |
| ----- | ---------------- | ---------------- | -------- |
| 1     | Sergio Ottolina  | Italien          | 21,3     |
| 2     | Ladislav Kříž    | Tschechoslowakei | 21,5     |
| 3     | Josef Schwarz    | BR Deutschland   | 21,6     |
| 4     | Pierre Burrelier | Frankreich       | 21,6     |
| 5     | Mel Cheskin      | Großbritannien   | 21,8     |

### Vorlauf 2
Wind: −0,3 m/s
| Platz | Name              | Nation         | Zeit (s) |
| ----- | ----------------- | -------------- | -------- |
| 1     | Livio Berruti     | Italien        | 21,2     |
| 2     | Marian Dudziak    | Polen          | 21,2     |
| 3     | Fritz Roderfeld   | BR Deutschland | 21,4     |
| 4     | Haris Aivaliotis  | Griechenland   | 21,6     |
| 5     | José Luis Sánchez | Spanien        | 21,6     |

### Vorlauf 3

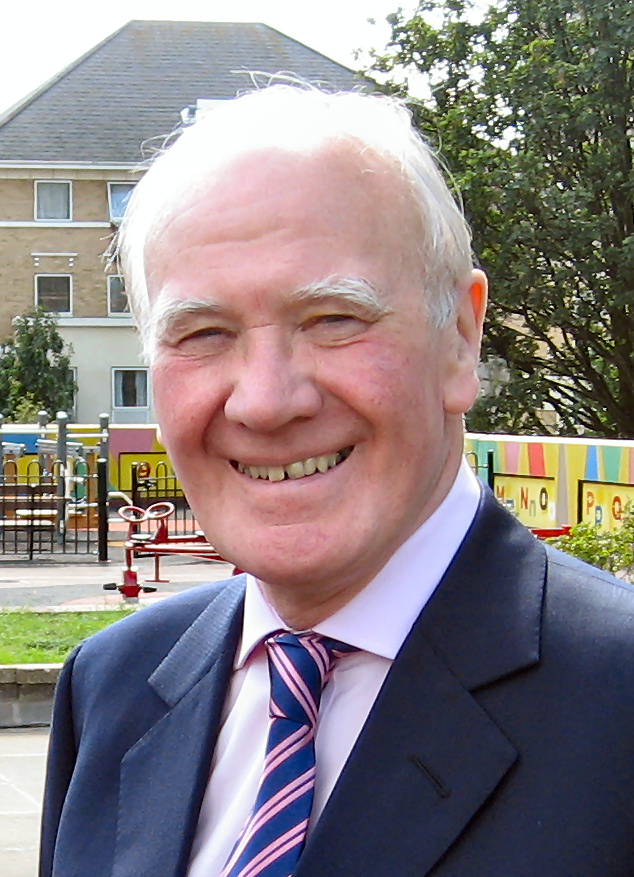
Menzies Campbell – hier im Jahr 2006 als erfolgreicher Politiker – schied zeitgleich mit dem drittplatzierten Läufer im dritten Vorlauf aus

Wind: ±0,0 m/s
| Platz | Name                | Nation         | Zeit (s) |
| ----- | ------------------- | -------------- | -------- |
| 1     | Jean-Claude Nallet  | Frankreich     | 21,1     |
| 2     | Amin Tujakow        | Sowjetunion    | 21,4     |
| 3     | Ennio Preatoni      | Italien        | 21,4     |
| 4     | Menzies Campbell    | Großbritannien | 21,4     |
| 5     | Manfred Knickenberg | BR Deutschland | 21,4     |
| 6     | Edward Romanowski   | Polen          | 21,5     |
| 7     | Jacques Vanhee      | Belgien        | 21,8     |

### Vorlauf 4
Wind: +0,6 m/s
| Platz | Name                | Nation           | Zeit (s) |
| ----- | ------------------- | ---------------- | -------- |
| 1     | Roger Bambuck       | Frankreich       | 21,1     |
| 2     | Gheorghe Zamfirescu | Rumänien         | 21,2     |
| 3     | Heinz Erbstößer     | DDR              | 21,3     |
| 4     | István Gyulai       | Ungarn           | 21,3     |
| 5     | Jiří Kynos          | Tschechoslowakei | 21,6     |
| 6     | Sonar Coşan         | Türkei           | 22,3     |

### Vorlauf 5
Wind: +2,0 m/s
| Platz | Name             | Nation      | Zeit (s) |
| ----- | ---------------- | ----------- | -------- |
| 1     | Leo de Winter    | Niederlande | 21,0     |
| 2     | Jan Werner       | Polen       | 21,1     |
| 3     | József Istóczky  | Ungarn      | 21,2     |
| 4     | Harald Eggers    | DDR         | 21,6     |
| 5     | Bo Althoff       | Schweden    | 21,6     |
| 6     | Nikolai Politiko | Sowjetunion | 21,7     |
| 7     | Rasim Kraja      | Albanien    | 22,3     |

## Halbfinale
1. September 1966
In den beiden Halbfinalläufen qualifizierten sich die jeweils ersten vier Athleten – hellblau unterlegt – für das Finale.

### Lauf 1

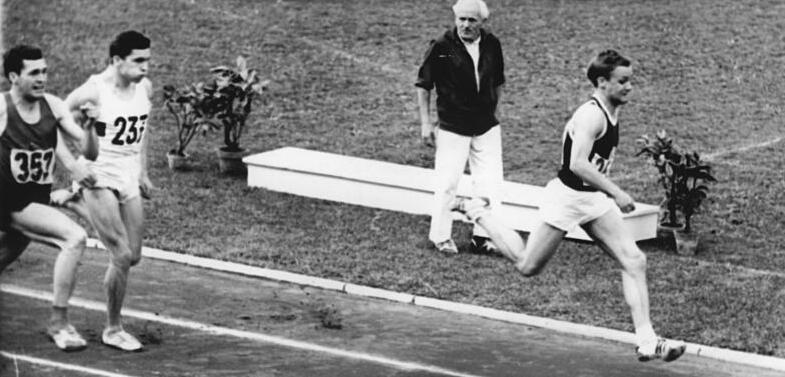
Um eine Hundertstelsekunde verpasste Heinz Erbstößer (rechts) in seinem Halbfinale den für die Finalqualifikation notwendigen dritten Platz
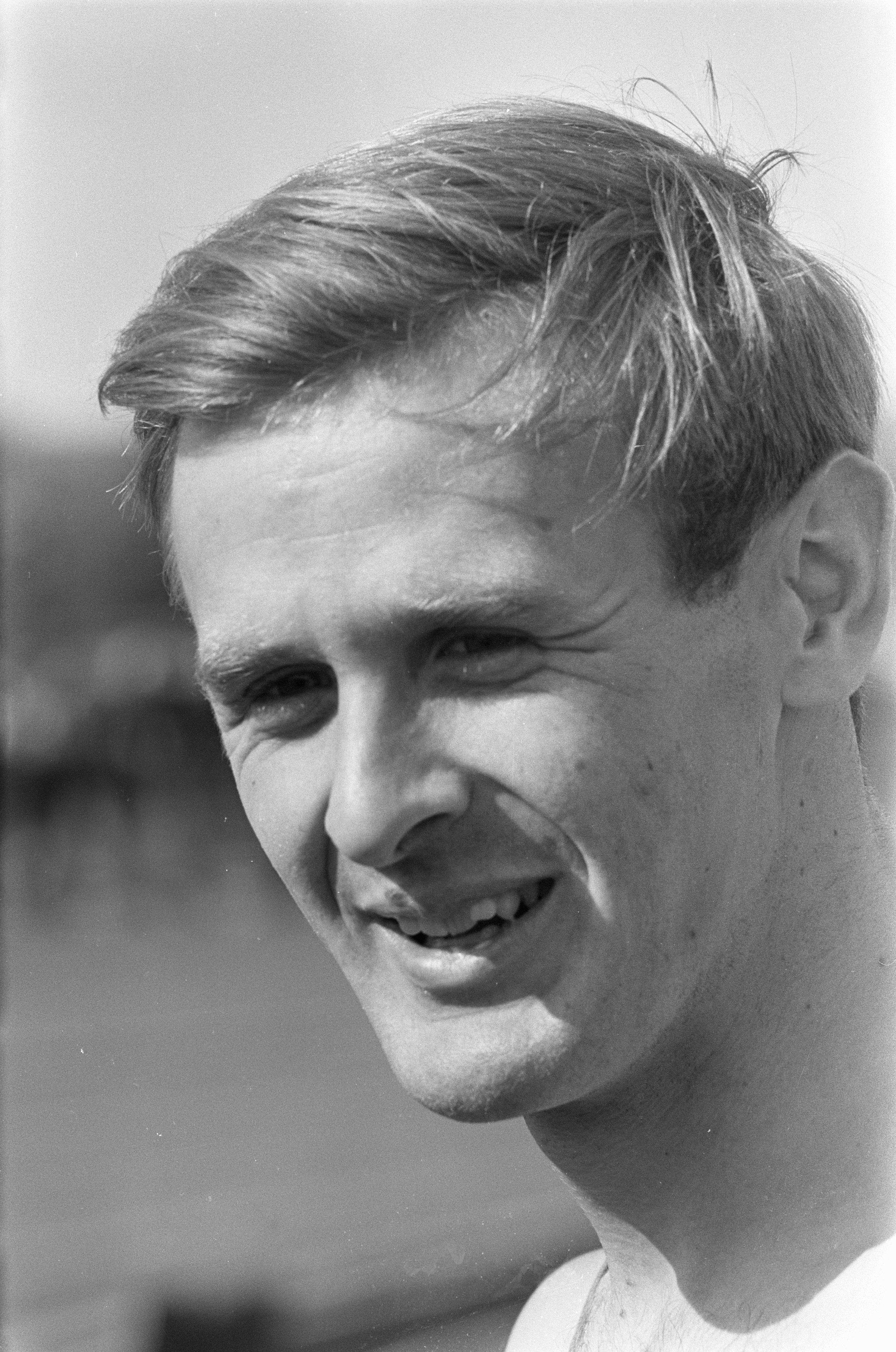
Leo de Winter fehlte auf Rang fünf in diesem Rennen ebenfalls nur eine Hundertstelsekunde, um im Finale dabei zu sein

Wind: +0,9 m/s
| Platz | Name            | Nation         | Zeit (s) |
| ----- | --------------- | -------------- | -------- |
| 1     | Marian Dudziak  | Polen          | 20,90    |
| 2     | Roger Bambuck   | Frankreich     | 21,25    |
| 3     | Livio Berruti   | Italien        | 21,29    |
| 4     | Ennio Preatoni  | Italien        | 21,32    |
| 5     | Heinz Erbstößer | DDR            | 21,33    |
| 6     | Leo de Winter   | Niederlande    | 21,33    |
| 7     | István Gyulai   | Ungarn         | 21,58    |
| 8     | Josef Schwarz   | BR Deutschland | 21,64    |

### Lauf 2

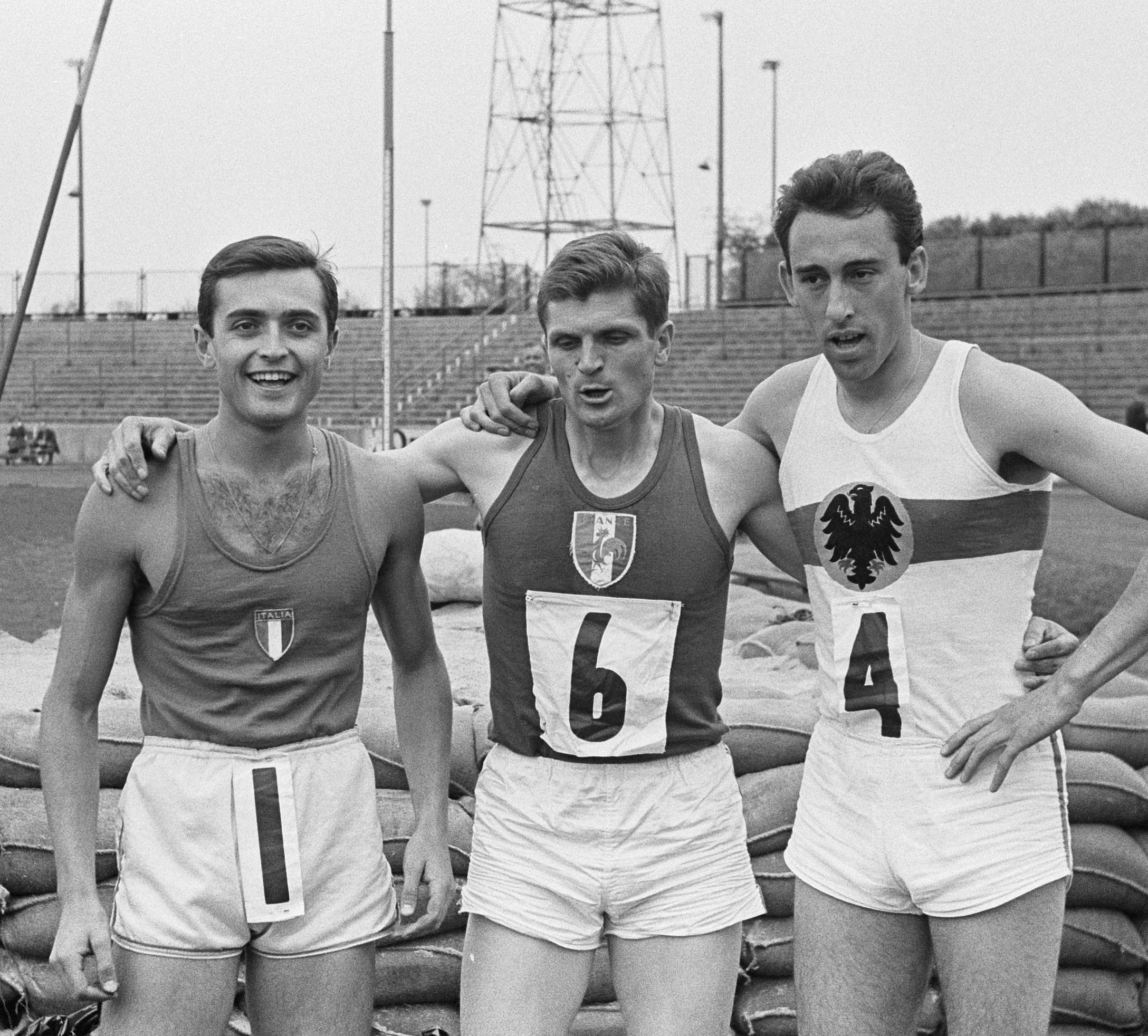
Europarekordinhaber Sergio Ottolina (links) schied als Achter des zweiten Halbfinals aus

Wind: +0,9 m/s
| Platz | Name                | Nation           | Zeit (s) |
| ----- | ------------------- | ---------------- | -------- |
| 1     | Jean-Claude Nallet  | Frankreich       | 20,9     |
| 2     | Jan Werner          | Polen            | 21,0     |
| 3     | Fritz Roderfeld     | BR Deutschland   | 21,2     |
| 4     | Ladislav Kříž       | Tschechoslowakei | 21,2     |
| 5     | Amin Tujakow        | Sowjetunion      | 21,2     |
| 6     | József Istóczky     | Ungarn           | 21,2     |
| 7     | Gheorghe Zamfirescu | Rumänien         | 21,3     |
| 8     | Sergio Ottolina     | Italien          | 21,5     |

## Finale

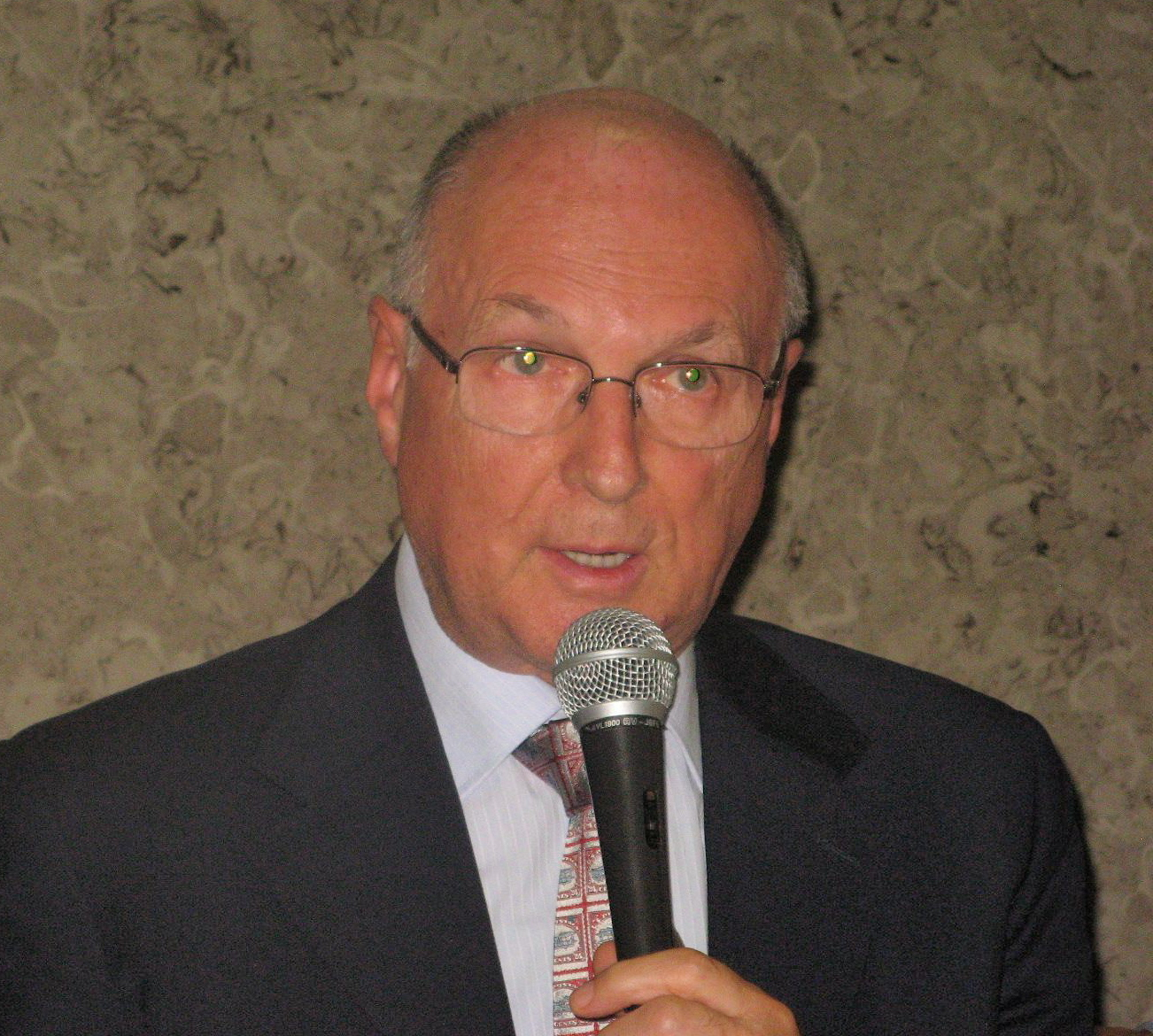
Livio Berruti (hier im Jahr 2011) – Olympiasieger von 1960 – kam auf den siebten Platz

2. September 1966
Wind: ±0,0 m/s
| Platz | Name               | Nation           | Zeit (s) |
| ----- | ------------------ | ---------------- | -------- |
| 1     | Roger Bambuck      | Frankreich       | 20,93    |
| 2     | Marian Dudziak     | Polen            | 21,00    |
| 3     | Jean-Claude Nallet | Frankreich       | 21,00    |
| 4     | Jan Werner         | Polen            | 21,10    |
| 5     | Ladislav Kříž      | Tschechoslowakei | 21,30    |
| 6     | Fritz Roderfeld    | BR Deutschland   | 21,40    |
| 7     | Livio Berruti      | Italien          | 21,50    |
| 8     | Ennio Preatoni     | Italien          | 21,70    |

## Video
- European Athletics In Budapest AKA European Athletics (1966), Bereich: ab 4:02 min, youtube.com, abgerufen am 15. Juli 2022